# Pedro Madruga
Pedro Álvarez de Sotomayor (en gallego Soutomaior), apodado Pedro Madruga (Pontevedra, c. 1430-Alba de Tormes, 16 de octubre de 1486), fue una de las figuras más sobresalientes de Galicia, prototipo del caballero feudal en la Baja Edad Media. Su apodo, según el cronista Vasco da Ponte, deriva de combatir de madrugada, algo que no era habitual entre los caballeros medievales. Canónigo de Tuy, hizo una importante carrera política y naval en Portugal y Galicia, siendo una de las figuras principales de las batallas "Irmandiñas" y de la lucha sucesoria en el reino de Castilla tras la muerte de Enrique IV. Hijo natural de Fernán Yáñez de Sotomayor y de Constanza de Zúñiga.[cita requerida] Se le atribuye la introducción de las armas de fuego en el Reino de Galicia, especialmente arcabuces y falconetes. Fue I vizconde de Tuy, Mariscal de Bayona y I conde de Caminha.

## Ascenso al poder
Noble de padre y madre pero de origen bastardo, se erigió contra todo pronóstico al más alto escalafón del linaje de los Sotomayor, la familia más poderosa de Galicia. Fue un acérrimo enemigo de Alonso II de Fonseca y defensor de los derechos sucesorios de Juana la Beltraneja, junto con Diego Pacheco y el Arzobispo Carrillo, entre otros.
Su padre, Fernán Yáñez de Sotomayor, Señor de Sotomayor y Fornelos, capitán de navíos y terrateniente que extendía su poder sobre un amplio territorio que abarca buena parte de la actual provincia de Pontevedra, lo tuvo a consecuencia de su relación amorosa con Constanza Gonçalves de Zúñiga, emparentada con la condesa de Santa Marta (Ribadavia), familiar de Álvaro de Zúñiga y Guzmán, Duque de Béjar. Fernán Yáñez lo reconoció en su testamento dictado en 1440, mismo año de su muerte, refiriéndose a él como "mi hijo bastardo, Pedro de Sotomayor". En el mismo testamento, dispuso que se le diera educación eclesiástica, nombrando su padre a fray Esteban de Soutelo (doctor en teología en el monasterio dominico de Santo Domingo de Tuy) como maestro de su hijo. Llegó a ser ordenado clérigo y alcanzó un destacado puesto en la curia diocesana tudense al ser nombrado canónigo de su catedral. El mismo monarca castellano Enrique IV de Castilla llegó a pensar en él para ocupar la mitra de Santiago de Compostela, en manos de los Fonseca, familia que no mantenía buenas relaciones con la Corona. De hecho, el citado monarca consideraba necesarios a los Sotomayor para frenar las ansias del arzobispo de Santiago. Posteriormente dicho monarca también barajó su nombramiento como obispo de Tuy, pero finalmente ninguno de dichos nombramientos llegó a materializarse.
Tras la muerte de Fernán Yáñez en 1440 en Valladolid, le sucede en el patriarcado su legítimo primogénito, Álvaro Páez de Sotomayor, casado con María de Ulloa. Su mandato estuvo lleno de confrontaciones con los Sarmiento, acérrimos enemigos de los Sotomayor. Los intereses de ambas casas chocaban frontalmente por el control del sur de Galicia, sobre todo en la provincia de Pontevedra, tanto por la importancia comercial del río Miño como por ser uno de los pasos más concurridos entre Castilla y Portugal. No obstante, el matrimonio no tuvo descendencia y el propio Álvaro Páez legitimaría a su medio hermano Pedro en el año 1468, heredando este los dominios de la casa de Sotomayor con la aprobación de la legítima heredera, su tía Maior de Sotomayor y del rey Enrique IV de Castilla.
Pedro Álvarez de Sotomayor llegó a ser Vizconde de Tuy y mariscal de Bayona en Castilla a lo que agregó el condado de Camiña en Portugal, título obtenido por los servicios brindados al rey Alfonso V de Portugal, su aliado y protector. Fue llamado Pedro Madruga porque sosteniendo discrepancias de límites con los Sarmientos de Ribadavia, convinieron zanjarlas, haciendo línea de sus territorios en el lugar donde se encontrasen cierto día, saliendo ambos de sus castillos al canto del gallo. Cantó sin duda más temprano el de Sotomayor porque cuando se disponía Sarmiento a salir de su castillo de Ribadavia, se encontró al pie de la muralla a Sotomayor, a quien dirigió el siguiente saludo, que dio origen según la tradición a la alcuña de Don Pedro:  "Madrugas, Pedro, madrugas".
Pedro Madruga en sus estancias en Portugal conoció a los de la Honra y Casa fuerte de Sequeiros, a quienes atrajo a su partido o éstos, en la persona de Don Juan de Sequeiros, motu proprio, por las añejas relaciones familiares (gallegos y miñotos, son lo mismo) pasaron a Galicia a buscar honras y provechos. Lo cierto es que relacionados ambos personajes y unidos probablemente en las guerras constantes, Sequeiros facilita el 25-11-1476, en Pontevedra cierta cantidad a Don Pedro Madruga, "Conde e Vizconde", como lo demuestra un recibo que se conserva en el Archivo de Santhomé -Vigo y por el que se desprende de este acuerdo que debieron llegar a tener un lazo tan cercano, que el Sequeiros se casó con Doña María Sánchez de Benavides, hija de Don Pedro Madruga, que llevó en su dote el Palacio y Quinta de Bufteo, con torre y anexos (hoy Santhomé, o Pazo de La Pastora, en Vigo).
Otro aliado de Madruga en Portugal fue Pedro Correa, personaje con gran influencia en las cortes de rey Alfonso V. Su relación iba más allá de los asuntos propios de la política y pasaba a lo familiar (concuño) ya que la hermana de Correa era esposa de Martim de Távora, quien a su vez era hermano de Teresa de Távora, esposa de Pedro Madruga. Es muy probable que ambos personajes conocieran los proyectos navales de descubrimiento Portugués ya que Pedro Correa fue casado con Izeu Perestrello, hija del famoso capitán Bartolomeu Perestrello, involucrado en el descubrimiento y colonización de las islas de Madeira y Porto Santo.

## Papel histórico
En 1469, después de estancias en las cortes castellana y portuguesa para recabar apoyos, la figura de Pedro Madruga entrará con fuerza en el panorama político y militar de Galicia. La  guerra irmandiña (1467-1469) eclosionaba y barría del panorama al poder nobiliar gallego. Mercaderes, artesanos y labradores apoyados por la hidalguía y el clero, se lanzarán contra los abusos de los señores feudales y contra el símbolo de sus desmanes y fortalezas. Desde abril de 1467 la Santa Hermandad de Galicia se alzó en armas buscando un nuevo orden político en nombre del rey Enrique IV de Castilla y organizando el derrocamiento de castillos y fortalezas que habían entronizado a las casas nobiliarias gallegas, entre las que sobresalía la de Sotomayor.

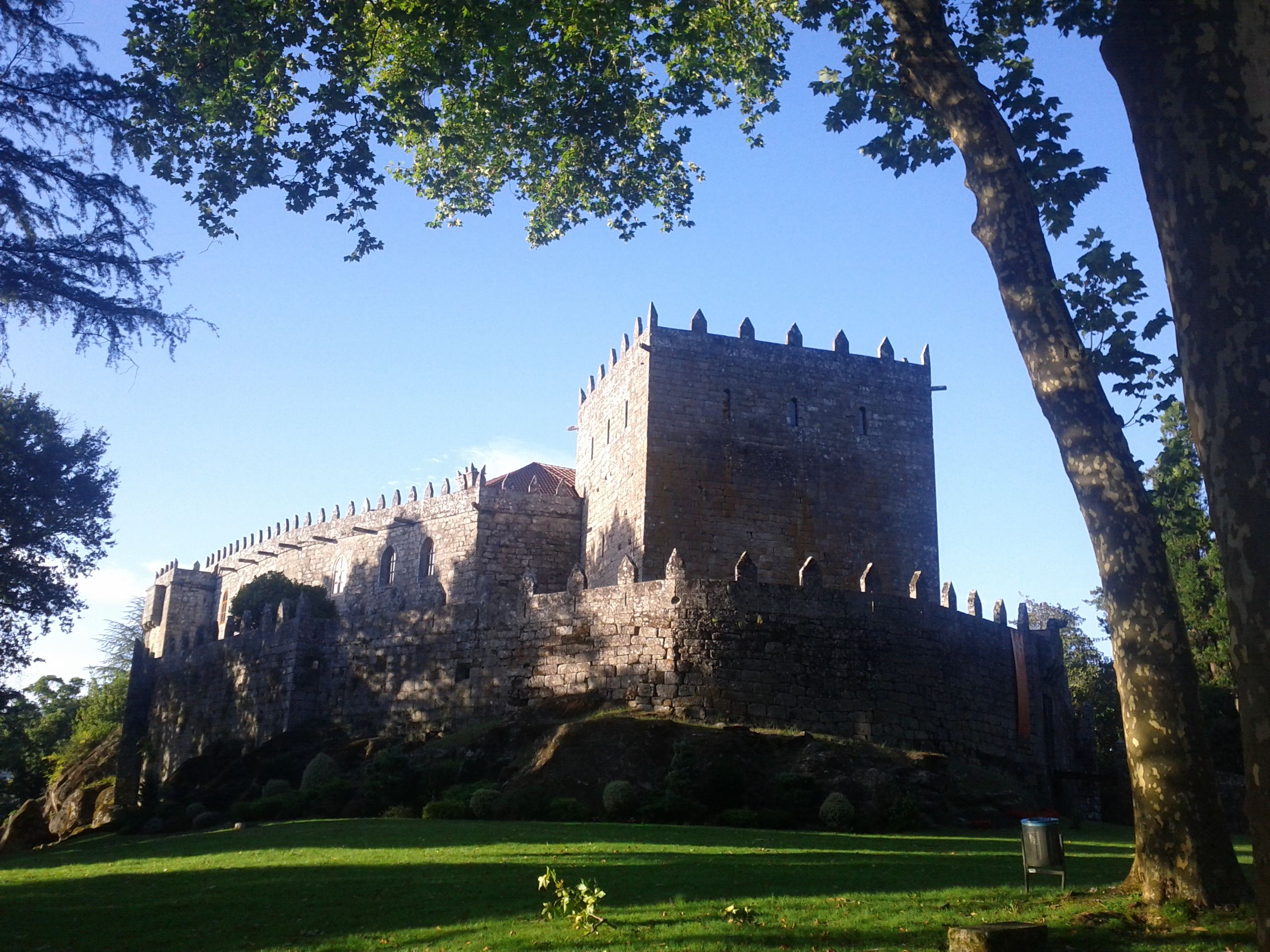
Castillo de Sotomayor, en el municipio del mismo nombre.

Precisamente su hermanastro, Álvaro Páez de Sotomayor, encontraría la muerte en el sitio que los Irmandiños pondrían sobre la ciudad episcopal de Tuy, que dominaba su familia, después de haber expulsado al obispo Luis Pimentel, dentro del juego estratégico de la política castellana de los reinados de Juan II y Enrique IV de Castilla. Antes de morir Álvaro Páez entregaría la ciudad a la Santa Hermandad y dejaría como heredero de la casa de Sotomayor a su hermanastro. 
Pedro Álvarez dejó Portugal y se ubicó en Pontevedra en abril de 1468 para reclamar como legítimo los juros sobre las alcabalas de la villa herencia de su hermano y la ratificación real de su herencia. En agosto de ese mismo año acudirá con Enrique IV de Castilla para que el monarca autorizase el testamento de su hermano Álvaro Páez realizado en enero de 1468. En ese mismo verano de 1468 debió dirigirse de vuelta a la corte portuguesa con su protector Alfonso V para buscar la ayuda de familiares y del propio monarca en su lucha por recuperar sus estados patrimoniales de la ocupación irmandiña. Fue también la mediación de Alfonso V de Portugal la que le proporcionó su casamiento con la noble Teresa de Távora, hija del caballero Álvaro Pérez de Távora, hidalgo portugués con influencia en la corte portuguesa. Con el apoyo del rey Alfonso V de Portugal, Pedro Álvarez iniciará, al frente de la nobleza gallega, su particular reconquista del territorio, ocupado por los campesinos que se habían amparado en la Santa Hermandad levantada por Enrique IV de Castilla, lo que lo convirtió en un personaje de alto renombre.
Su declive se produjo años después, entre 1476 y 1479, durante la guerra de Sucesión Castellana al ser defensor de Juana la Beltraneja y de su tío y esposo Alfonso V de Portugal, frente a Isabel de Castilla (hermanastra de Enrique IV de Castilla) y su consorte Fernando II de Aragón, futuros Reyes Católicos. En 1478 Madruga fue secuestrado por su antiguo aliado, el conde de Benavente, quien lo mantuvo en cautiverio durante unos meses. Pedro Álvarez de Sotomayor perdió algunas de sus posiciones, que acabó recuperando tras su liberación. Una vez finalizada la guerra entre Isabel y Juana, en 1479-1480, al quedar del bando derrotado, Madruga buscó defender sus territorios en Galicia ante la añeja intención usurpadora de sus enemigos sobre los feudos, derechos e iglesias monopolizadas por los Sotomayor en el Miño durante el siglo XV.
El acoso de sus enemigos y del partido Isabelino como el obispo Diego de Muros, los Valladares, Pimentel, Montenegro, Avalle o Sarmiento, obligarían a Sotomayor a un estado permanente de tensión en los años 1478 a 1485, que lo llevaría a tener que capturar al obispo tudense en 1485 en un acto de desesperación por la reclamación económica que Diego de Muros emprendiera en los años anteriores. Esta acción de fuerza por parte de Pedro Madruga obligaría a medidas por parte de los Reyes Católicos, poco pacientes con el que fuera su principal enemigo y que incluirían la pérdida de sus posesiones familiares en Castilla, parte de las cuales fueron devueltas tiempo después en favor de su hijo mayor Álvaro de Sotomayor, con base en la intermediación desesperada de su esposa Teresa de Távora ante Isabel la Católica para evitar la ruina de la casa de Sotomayor.
En estas circunstancias, Pedro Álvarez de Sotomayor dictó testamento en Portugal el 10 de enero de 1486, y seguidamente se encaminó rumbo a Castilla para pedir el perdón de sus majestades los Reyes Católicos. Parando en Alba de Tormes para entrevistarse con su amigo el duque de Alba, García Álvarez de Toledo, hallaría la muerte de forma sospechosa sin que quedaran muchas noticias. El cronista Vasco de Aponte relata:..."unos dixeron que el conde muriera allí de dos carbúnculos, otros dixeron que el alcalde de Proiaño entrara en el monasterio con sus porquerones y que le echara un garrote en el pescuezo; unos dicen que fue de una manera y otros dicen que fue de otra, quizá fue de entrambas maneras".
Pedro Madruga ha pasado a la historia como un personaje muy controvertido envuelto en mitos y leyendas que perduran hasta hoy en día. Lo cierto es que por su poder, su relación política e influencia en las más nobles familias castellanas y lusitanas del siglo XV, aunado a su ejercicio como eclesiástico, es sin duda uno de los hombres más interesantes de su tiempo.

## ¿Cristóbal Colón?
En 1977 Alfonso Philippot Abeledo postuló una variante de la tesis sobre el origen gallego de Cristóbal Colón afirmando que este y Pedro Madruga eran la misma persona basándose en paralelismo en la vida de ambas personas, entre otras pruebas. La hipótesis ha sido rechazada por la mayoría de los historiadores que exponen, entre muchos documentos, el testamento de su hijo Álvaro redactado en 1491, en donde cita «los huesos de mis padres (...) los traigan y entierren dentro de la capilla que el S. Obispo D. Juan fizo en la Iglesia Catedral de Tuy», lo que indica que Pedro Madruga se hallaba muerto antes de que Colón llegara a las Américas.
Los defensores de esta teoría aducen que, a consecuencia de su caída en desgracia por su apoyo a Juana la Beltraneja, Pedro Madruga habría fingido su propia muerte durante su viaje a Castilla y asumido, desde ese mismo momento, una nueva identidad, la de Cristóbal Colón.